# باول ستيوارت (موسيقي)
باول ستيوارت هو موسيقي وعازف بيانو كندي، ولد في 1960.

## وصلات خارجية
- باول ستيوارت على موقع IMDb (الإنجليزية)
- باول ستيوارت على موقع ميوزك برينز (الإنجليزية)
- باول ستيوارت على موقع ديسكوغز (الإنجليزية)